# WTA Tucson
Das WTA Tucson (offiziell: Tucson Open) ist ein ehemaliges Damen-Tennisturnier der WTA Tour, das in der Stadt Tucson, Vereinigte Staaten, ausgetragen wurde.

## Siegerliste

### Einzel
| Jahr | Siegerin         | Finalgegnerin       | Ergebnis  |
| ---- | ---------------- | ------------------- | --------- |
| 1972 | Billie Jean King | Françoise Dürr      | 6:0, 6:3  |
| 1973 | Kerry Melville   | Nancy Richey        | 6:3, 6:3  |
| 1977 | Chris Evert      | Martina Navratilova | 6:3, 7.63 |
| 1980 | Tracy Austin     | Peanut Louie        | 6:2, 6:0  |

### Doppel
| Jahr | Siegerinnen                   | Finalgegnerinnen                  | Ergebnis      |
| ---- | ----------------------------- | --------------------------------- | ------------- |
| 1972 | Kerry Harris karen Krantzcke  | Judy Tegart Dalton Françoise Dürr | 6:3, 6:7, 6:3 |
| 1973 | Janet Newberry Pam Teeguarden | Karen Krantzcke Betty Stöve       | 3:6, 7:6, 7:5 |
| 1980 | Leslie Allen Barbara Potter   | Mary-Lou Piatek Wendy White       | 7:6, 6:0      |